# Colt Single Action Army
Der Colt Single Action Army (auch bekannt als Peacemaker, Colt Model 1873 (M1873), SAA und Colt .45) ist der erste von der Colt’s Patent Firearms Manufacturing Company hergestellte Patronenrevolver mit geschlossenem Rahmen. Die sechsschüssige Trommel wird wie bei allen Single-Action-Revolvern durch das Spannen des Hahns weitergedreht.

## Geschichte
Rollin White, ein Angestellter von Colt, ließ einen Lademechanismus für Revolver patentieren. Das Patentmodell hatte eine zylindrisch durchbohrte Trommel. Da Colt kein Interesse zeigte, verkaufte White das ab dem 3. April 1855 für die Dauer von 14 Jahren laufende Patent an Horace Smith und Daniel B. Wesson. Diese brachten bereits 1857 den Smith & Wesson No 1 auf den Markt. Sie vergaben auch eine Lizenz an Remington zur Herstellung von durchbohrten Revolvertrommeln für den Umbau ihrer Perkussionsrevolver. Andere Waffenhersteller, unter ihnen auch Colt, versuchten dieses Patent zu umgehen, jedoch ohne Erfolg. Erst das Veto von US-Präsident Grant gegen die Verlängerung des Patents machte im April 1869 den Weg frei zur Entwicklung moderner Hinterlader-Revolver.
Um auf dem Markt konkurrenzfähig zu bleiben und um Lagerbestände abzubauen, brachte Colt zuerst auf Hinterladung umgebaute Colt-Perkussionsrevolver auf den Markt, die Colt Conversion Revolver. Gleichzeitig entwickelte die Firma den Colt Open Top genannten Revolver im Kaliber .44 Henry für Armeetests. Da dieser den Spezifikationen der US Army nicht entsprach, wurde der Chefingenieur bei Colt, William Mason beauftragt, einen Revolver mit geschlossenem Rahmen für die damalige Armeepatrone .44 S & W American zu entwickeln.
Die oft gehörte Meinung, Colt habe den geschlossenen Rahmen bei Remington abgeschaut, ist falsch, gab es doch bereits im Jahr 1855 Colt-Revolver mit geschlossenem Rahmen, 1860 auch Versuchsmodelle im Kaliber .44 Rimfire.

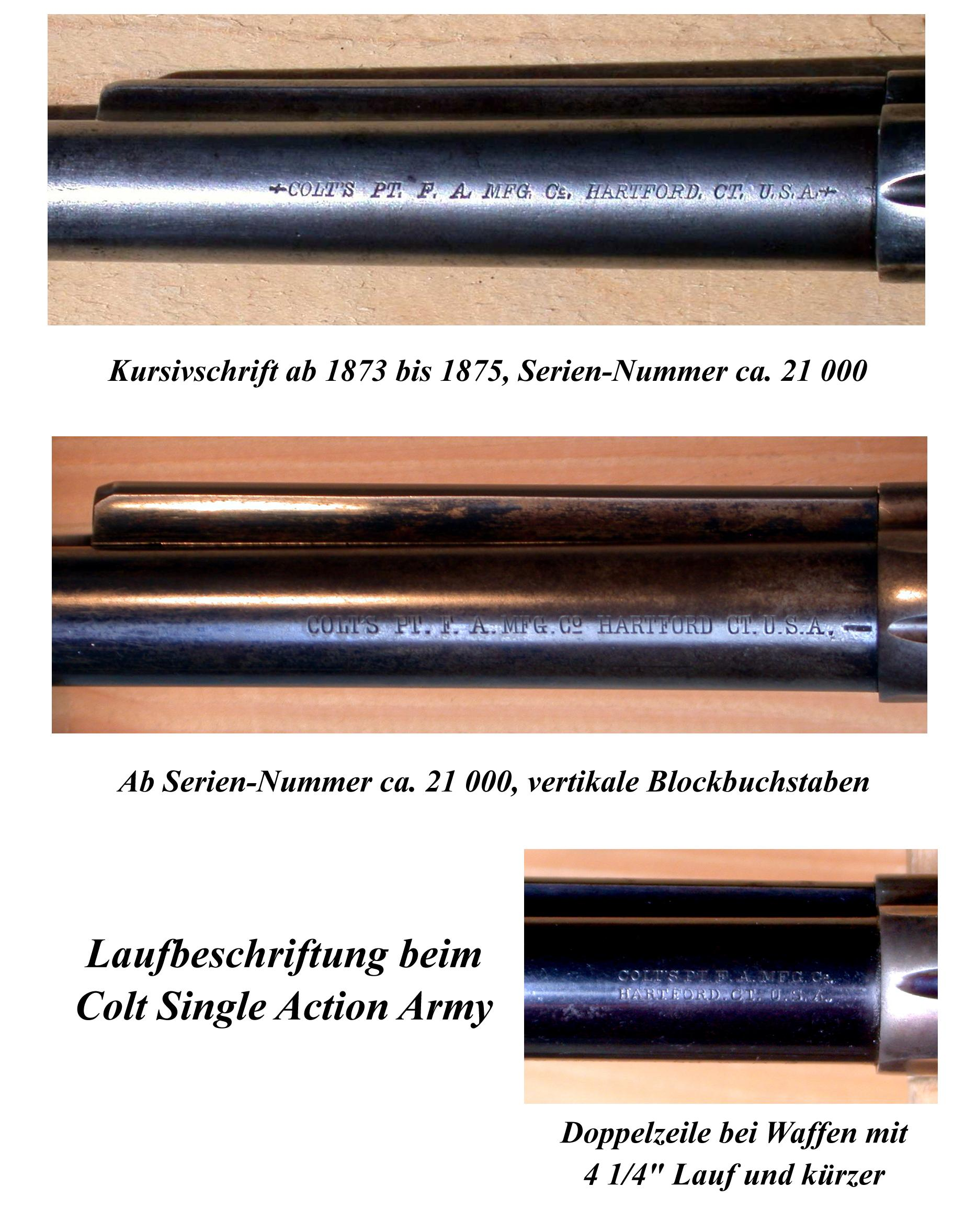
Laufbeschriftung beim Colt Single Action

Im Frühjahr 1872 war der Prototyp des Colt Single Action Army Revolvers fertiggestellt. Auf dem Rahmen trug er die Bezeichnung 44 NM 1872. Im Juni 1872 folgte die Nummer S 1 und im November wurde Nr. S 2 an die verantwortlichen Stellen der US-Armee als erste Testwaffe ausgeliefert, der weitere 36 Waffen aus der frühen Serienfertigung folgten (NM steht für New Model und S für Sample, deutsch: Muster). Diese für Armeetests gefertigten Waffen waren für die damalige Armeepatrone im Kaliber .44 S & W American gefertigt und auf eine Distanz von 50 Yard eingeschossen. Die Läufe hatten sieben Züge mit progressivem Linksdrall. Sie durchliefen alle Armeetests erfolgreich und waren dem Smith & Wesson No 3 überlegen. Da die Leistung der Munition im Kaliber .44 S&W nicht befriedigte, wurde Colt beauftragt, eine stärkere Patrone vorzuschlagen, was zur vom Frankford Arsenal entwickelten .45-Long-Colt-Patrone führte. Die Läufe im entsprechenden Kaliber hatten 6 Züge mit konstantem Linksdrall. Auf Verlangen der Armee wurden die ausgelieferten Waffen auf 25 Yard eingeschossen. 
Die Serienproduktion des Colt Single Action Army begann am 1. März 1873 mit der Nummer 1 und endete 1941 mit der Nummer 357.859, wobei die letzten etwa 800 Revolver nach dem Zweiten Weltkrieg ausgeliefert wurden. Die interne Werksbezeichnung der Colt Single Action Revolver war anfangs Strap Pistol, später Model P. Die Laufbeschriftung wurde bis 1875 (ungefähr bis Seriennummer 21.000) in Kursivschrift, nachher in senkrechter Blockschrift aufgerollt. 
Da sich die Waffe durch einfache Bedienung und Robustheit auszeichnete, hatte sie bald auch im zivilen Markt Erfolg. Dazu trug im Wilden Westen bei, dass die zivilen Versionen ab 1877 auch die Patronen des Winchester-Gewehrs verschossen. Die Cowboys mussten so für die beiden Waffen nur eine Sorte Patronen mit sich tragen. Der Erfolg des Peacemakers zeigte sich in den Verkaufszahlen, die gesamte Vorkriegsproduktion betrug über 350.000 Stück. 1941 wurde die Produktion eingestellt und 1956 auf vielseitiges Verlangen wiederaufgenommen.
Seine Beliebtheit führte zu Spitznamen wie Peacemaker (Friedensstifter), Equalizer (Gleichmacher) und Widowmaker (Witwenmacher).

## Technik
Der sechsschüssige Colt Single Action wurde in verschiedenen Ausführungen hergestellt, die in Serie gefertigten Lauflängen waren 4¾, 5½ und 7½ Zoll, andere Lauflängen wurden auf Bestellung hergestellt. Revolver mit kurzem Lauf sind selten, sie wurden Sheriff’s Model oder Storekeeper genannt und hatten keinen Ausstoßer. Bekannt sind Revolver mit 16-Zoll-Lauf und montierbarem Anschlagkolben, die Buntlines. Die meistverkauften Kaliber waren .45 Colt und .44-40 WCF. Andere Kaliber waren: .38-40 WCF, .32-20 WCF, und diverse andere wie .22 lfB, .38 Special, .357 Magnum, .44 Henry und .44 Special sowie englische Kaliber.
Der Schlossmechanismus des Colt Single Action entspricht bis auf Details dem der Perkussionsrevolver mit offenem Rahmen aus vier beweglichen Teilen – dem Hahn (Hammer), der Klinke (Hand), die über den Zahnkranz die Trommel dreht (Cylinder, Ratchet), dem Hebel (Cylinder Locking Bolt), der die Trommel zum Schuss blockiert, und dem Abzug (Trigger). Der Hammer trägt hinten eine Rolle (Hammer Roller) als Kontakt zur Schlagfeder (Mainspring); über einen Nocken betätigt er auch die Klinke. Zwei Federn bringen Klinke, Hebel und Abzug jeweils in die zur Funktion richtige Position. Einziger Unterschied ist die Sicherung. Während die Perkussionsrevolver gesichert wurden, indem der Hahn auf eine Zwischenstellung der Trommel zwischen zwei Patronenlager, resp. Zündkapseln abgesenkt wurde, war beim Hammer des Single Action zusätzlich eine Sicherungsraste angebracht.
Diese Sicherungsraste ist hakenförmig, sie liegt zuoberst. Die mittlere hakenförmige Raste dient zum Laden, da die Trommel in Uhrzeigerrichtung frei rotieren kann. Auch bei der Laderaste ist der Abzug infolge der Hakenform blockiert. Die unterste flache Raste dient zum Auslösen des Schusses.
Da Schwarzpulverwaffen rasch verschmutzen und sich zwischen der Trommelachse und der Trommelbohrung Pulverrückstände festsetzten und die Trommel blockierten, wurde bei den Perkussionsrevolvern eine schraubenförmige Rinne in die Trommelachse gedreht, sie war als Fettdepot gedacht und nahm beim Schießen Pulverrückstände auf.
Beim Colt Single Action Army 1873 wurde zwischen die Trommelachse (Base Pin) und die Zentralbohrung der Trommel eine Büchse (Base Pin Bushing) eingesetzt; so mussten zwei Lager blockiert sein, bevor sich die Trommel nicht mehr drehen ließ. Eine flanschförmige Erweiterung vorne an der Büchse verhinderte zudem das Eindringen von Pulverrückständen in die Lager.
Auch die Klinke, die beim Spannen des Hahns die Trommel dreht, wurde verbessert. Anstatt eines einfachen Nockens hatte sie einen Doppelnocken, der in zwei Zähne des Transportrades der Trommel eingriff.
Alle diese Maßnahmen führten dazu, dass der Colt Single Action Army bei den Tests der Armee wesentlich später als seine Konkurrenten blockierte.
Der Colt Single Action wurde 1872/1873 als Schwarzpulverwaffe entwickelt. Aus Armeedokumenten geht hervor, dass bis 1883 für den Rahmen Schmiedeeisen verwendet worden ist, nachher wurde auf Stahl übergegangen. Die Rohrrahmen und andere Teile wurden im Gesenk geschmiedet, spanabhebend bearbeitet, geschliffen, poliert und auf Fehler und Maßhaltigkeit geprüft. 
Bis etwa 1895 wurde die Trommelachse vorne durch eine schräg im Rahmen eingesetzte Schraube festgehalten. Ab 1896 wurde diese Halterung aufgegeben. Sie wurde durch einen quer im Rahmen eingesetzten federbelasteten Bolzen ersetzt, der eingedrückt werden muss, um die Trommelachse freizugeben. 
Alle an die US-Armee gelieferten Cavalry Single Actions und der größte Teil der zivilen Peacemaker hatten buntgehärtete Rahmen, die Trommel, der Lauf, die Ausstoßerhülse und der Griffrahmen waren brüniert (gebläut). Serienmäßig wurden viele Revolver auch vernickelt, andere Oberflächenbehandlungen waren selten.
Die einteiligen Walnussholz-Griffstücke für Armeewaffen waren geölt, bei zivilen Waffen war das Griffstück lackiert, ab 1882 waren zweiteilige Griffschalen aus Guttapercha erhältlich. Die späteren Hartgummigriffschalen wurden zur Norm. Seltener bestanden Griffschalen aus Elfenbein und Perlmutt.
Die Revolver wurden von Spezialisten montiert und einreguliert, bis sie perfekt funktionierten. Nachher wurden sie beschossen und auf kurze Distanz eingeschossen.

## Sicherheit
Die Colt Single Actions wurden während des gesamten Herstellungsprozesses laufend geprüft, schätzungsweise 0,3 % wurden ausgeschieden. Der Übergang auf die rauchfreien Pulversorten verlangte widerstandsfähigere Stähle und engere Toleranzen, erst ab 1900 garantierte Colt die einwandfreie Funktion seiner Waffen mit der neuen Munition. Der ab 1902 meist vorne links auf dem Abzugsbügel eingeschlagene Abnahmestempel für diese Munition ist ein VP in einem Dreieck. Nicht so gestempelte Waffen sollten nie mit rauchloser Munition geladen werden.
Mit der Sicherungsraste wird keine echte Sicherheit erreicht. Fällt der Revolver auf den Hahn, so kann sich ungewollt ein Schuss lösen, sofern die Raste durch den Schlag auf den Hammer abgebrochen wird. Bei alten Single Actions, Sammlerstücken, können sowohl die Sicherungsraste als auch die Laderaste abgebrochen sein. Zur Sicherheit wird dringend empfohlen, Single Actions mit abgebrochenen Rasten nicht zu laden und solche mit intakten Rasten nur mit fünf Patronen zu laden und den Hahn auf die leere Kammer abzusenken.
Unter diversen Sammlern gelten die Colt Single Action ab ca. Seriennummer 164.000, bei denen die Trommelachse durch einen quer im Rahmen eingesetzten federbelasteten Bolzen ersetzt worden ist als „Smokeless  Models“ respektive als Single Actions für rauchloses Pulver, obschon Colt die Verwendung von rauchlosem Pulver erst ab 1900 garantierte. Single Actions, die am Triggerguard vorne rechts keinen Abnahmestempel tragen (VP, ab ca. Seriennummer 203.000) sollen nicht mit rauchloser Munition geladen werden.

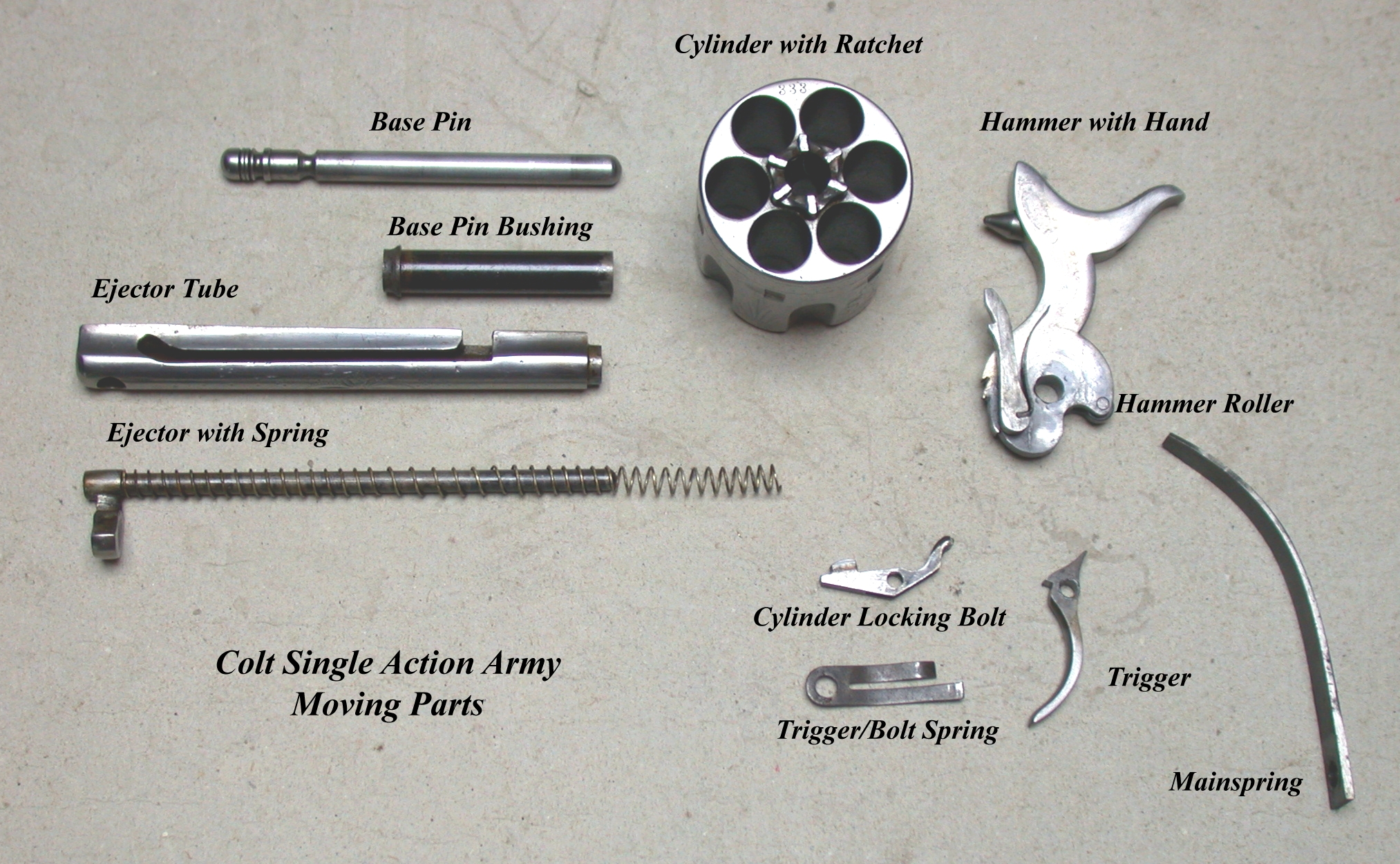
Colt SAA – Schlossmechanismus, Trommel und Ausstoßer
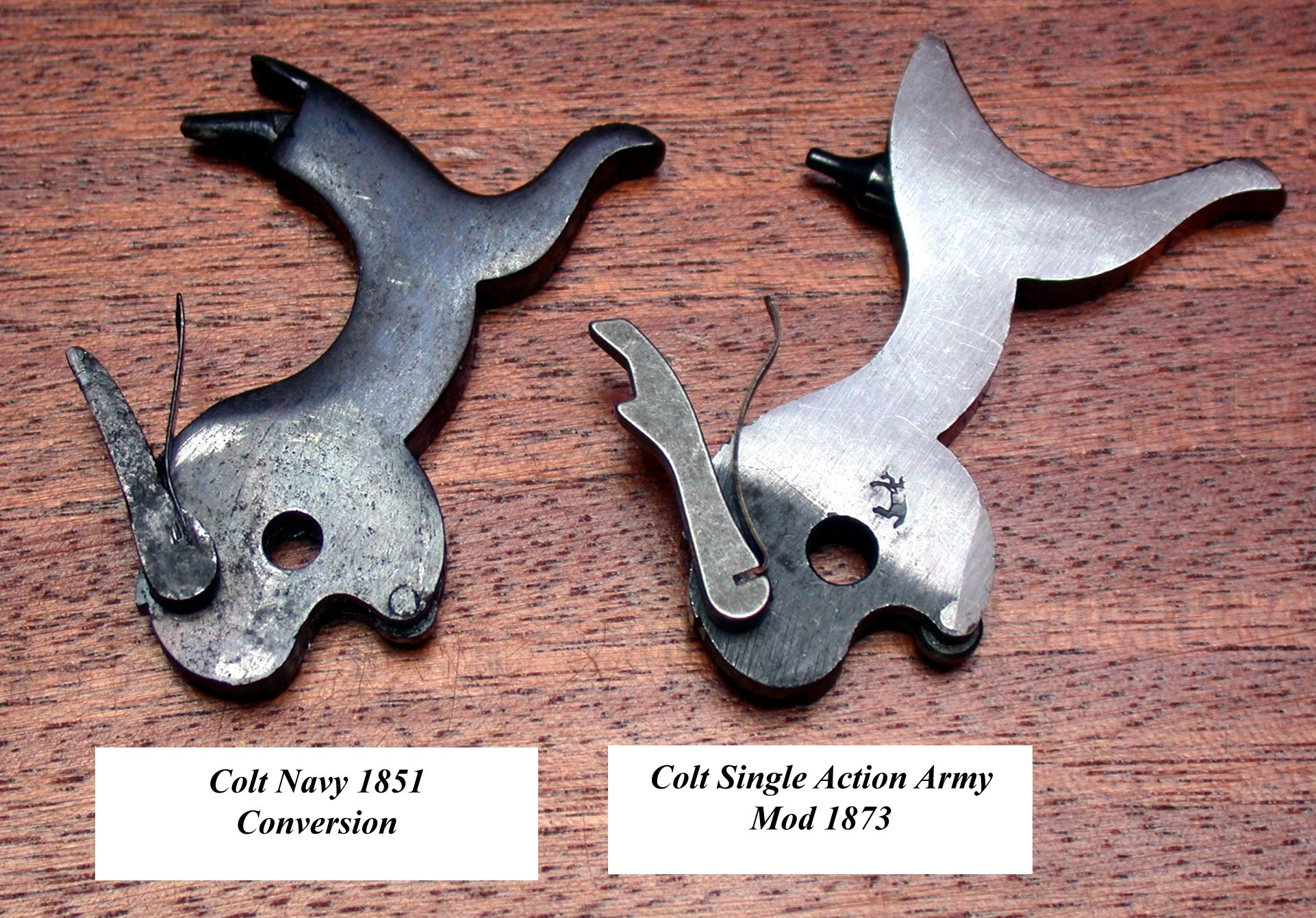
Colt-Hahn mit Klinke
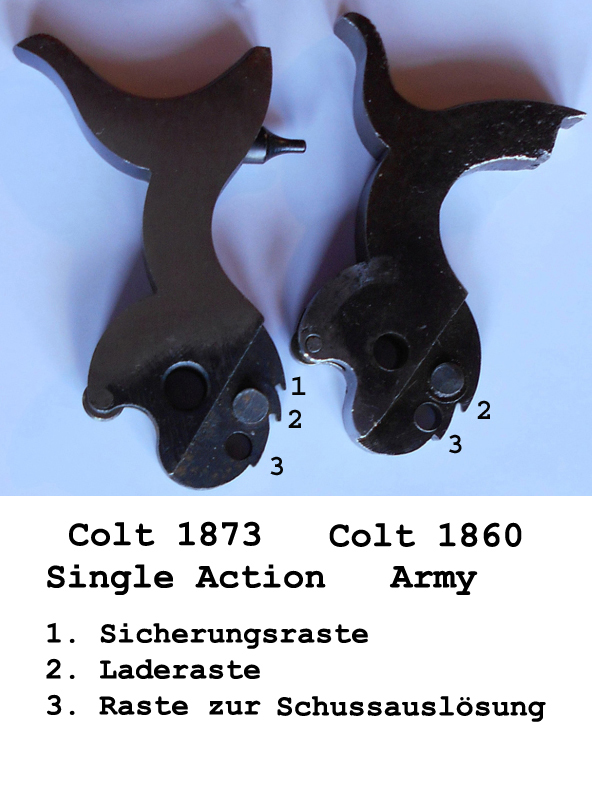
Hahn eines Colt SAA im Vergleich zum Army 1860
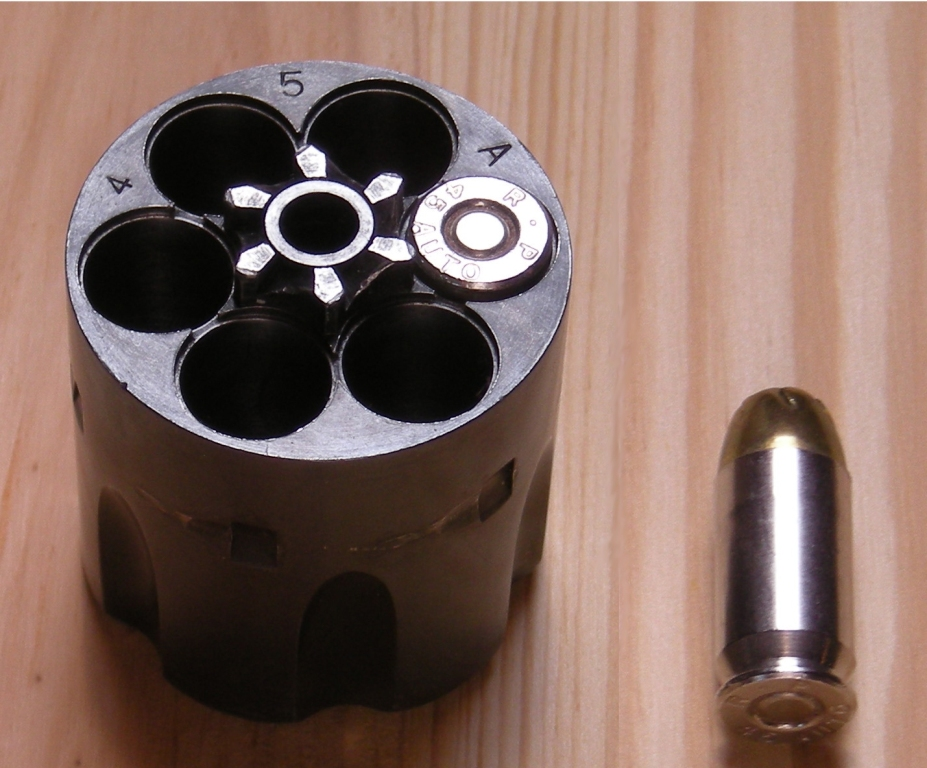
SAA .45 ACP Trommel
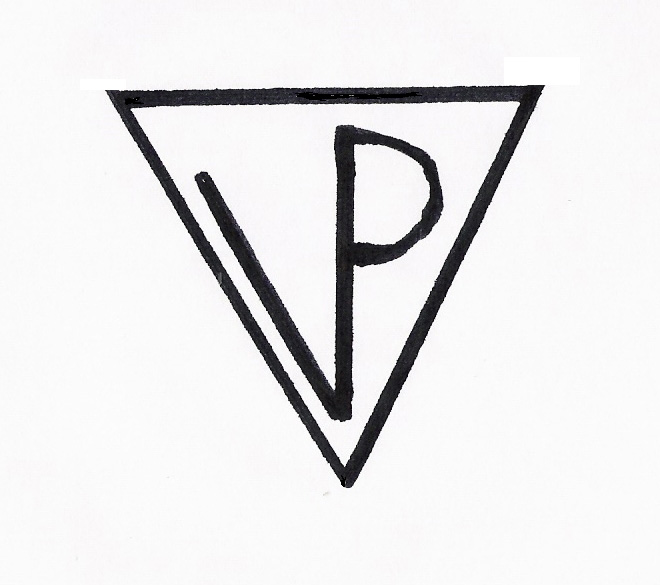
Colt Proofmark

## Der Colt Single Action Army in der US-Armee
Die Texas Rangers waren die erste Truppe, die ab 1839 Coltrevolver erhielt. Diese fünfschüssige Waffe im Kaliber .36, bezeichnet als Colt Paterson Holster Pistol No. 5, war jeder Vorderladerpistole überlegen. Der ehemalige Texas Ranger Captain Samuel Walker war von den Vorteilen des Revolvers überzeugt, nahm Kontakt zu Samuel Colt auf und entwickelte mit diesem den sechsschüssigen Colt Walker Mod. 1847 im Kaliber .44, von dem tausend Stück an die Armee gingen. Vom verbesserten Modell, dem Colt 1848 Dragoon wurden bis 1860 weitere 8.000 Stück an die Truppe geliefert. Von 1860 bis 1865 lieferte Colt dann über 100.000 Colt 1860 Army an die Nordstaaten, es war der letzte bei den US-Truppen verwendete Colt Perkussionsrevolver. Ende der 1860er-Jahre erhielten Teile der Truppe auf Hinterladung abgeänderte Colt Army 1860 und Remington New Model Army Revolver sowie eine Anzahl von Kipplaufrevolvern Smith & Wesson No 3 im Zentralfeuerkaliber .44/100. 
In den frühen 1870er-Jahren wurde eine Neubewaffnung der an den Indianerkriegen beteiligten Kavallerie nötig. Die U.S. Cavalry war eine Dragonertruppe, sie kämpfte in der Regel abgesessen. Ihre veraltete Bewaffnung aus dem Bürgerkrieg wurde durch den Springfield-Karabiner 1873 im Kaliber 45-70 (mit auf 55 Grains reduzierter Ladung) und den Colt Single Action Army 1873 Cavalry Model mit einem 7½-Zoll-Lauf ersetzt. Der Kavalleriesäbel Mod. 1860 wurde beibehalten, jedoch selten getragen.
Ein erster Kontrakt für 8000 Single Actions inklusive der dazugehörigen Schraubenzieher zu 13,00 US-Dollar wurde am 23. Juli 1873 abgeschlossen und die Waffen wurden bis März 1874 an die Springfield Armory ausgeliefert. Bis Ende 1874 war der Großteil der zehn Kavallerie-Regimenter damit ausgerüstet. Schwierigkeiten gab es am Anfang nur bei der Munitionsproduktion. Die Truppe jedoch war begeistert vom Colt Single Action .45 Cavalry Model.
Die für die Armee bestimmten Colt Single Actions wurden bereits von Colt-Inspektoren geprüft, bevor sie an die Armeeinspektoren gingen. Der Armeeinspektor der ersten Serie von 8000 Stück war Orville W. Ainsworth. Sein Schlag auf Metallteilen war ein kleines A, ein OWA wurde auf das Griffstück geprägt. Andere Inspektoren waren Henry Nettleton (HN), David F. Clark (DFC) und Rinaldo A. Carr (RAC). Zurückgewiesene Waffen erhielten ein C für Condemned. Deren Teile gingen, so in Ordnung, in die Zivilproduktion.
Weitere Bestellungen folgten rasch, und bis April 1891 waren 37.063 Single Actions an die Springfield Armory geliefert, die auch andere Truppen als die Kavallerie und ebenfalls zivile Stellen wie die Post damit ausrüstete. Etwa ein Drittel der produzierten Colt Single Actions ging an die Milizen diverser US-Bundesstaaten. Der Grund war ein Gesetz, das die US-Regierung in Washington verpflichtete, Staatsmilizen kostenlos zu bewaffnen. Eine Anzahl dieser Miliz-Revolver wurde gleich nach Erhalt billig an Großhändler verkauft. Colt übernahm einen Teil dieser Waffen, änderte sie etwas ab und verkaufte diese heute Buy Back genannten Revolver über seine Agenten in den zivilen Markt.
Im Frühjahr 1874 stellten Smith & Wesson einen von Major Schofield verbesserten Smith & Wesson No 3 im Kaliber .45 für Tests zur Verfügung. Aufgrund der schnellen Entlade- und Wiederlademöglichkeit zu Pferde empfahlen die Kommissionsmitglieder die Anschaffung dieses Kipplaufrevolvers. Nicht beachtet wurde, dass sich die Coltpatrone nicht in die kürzere Trommel des S&W laden ließ. Die dadurch auftretenden Logistikprobleme führten zuerst zur Schaffung einer schwächeren Einheitspatrone und später zur Ausmusterung des Schofield-Revolvers.
Da sich der nach 1890 an die Armee ausgelieferte neue Ordonnanzrevolver, das New Army Model 1892 im Kaliber .38 Long Colt nicht bewährte, wurden die zurückgezogenen etwa 14.000 Colt Single Actions bei Colt und beim Springfield Arsenal aufgefrischt. Die Läufe wurden auf 5½ Zoll gekürzt und die meisten dieser Waffen wurden nicht nummerngleich wieder zusammengesetzt. Die ersten dieser heute Artillery Model genannten waren effektiv für die Bewaffnung der Artillerie vorgesehen. Die meisten dieser Waffen gingen jedoch an Truppen im Einsatz in Kuba, wo sie mit Theodore Roosevelts Rough Riders den San Juan Hill stürmten. Andere gingen an die Truppen auf den Philippinen (siehe dazu auch Philippinisch-Amerikanischer Krieg) und 800 nicht gekürzte nummerngleiche Waffen erhielt die New Yorker Miliz.
Nach dem endgültigen Rückzug wurden sie durch Selbstladepistolen Colt M1911 und in geringerem Maße durch Colt New Service Revolver ersetzt.
Heute sind die U.S. Cavalry- und Artillery Colts gesuchte Sammlerobjekte. Viele wurden ihres historischen Wertes beraubt, da abgenutzte Oberflächen chemisch aufbrüniert, Nummern nachgeschlagen, Teile ersetzt und sogar 5½-Zoll-Läufe wieder auf 7½ Zoll verlängert wurden.

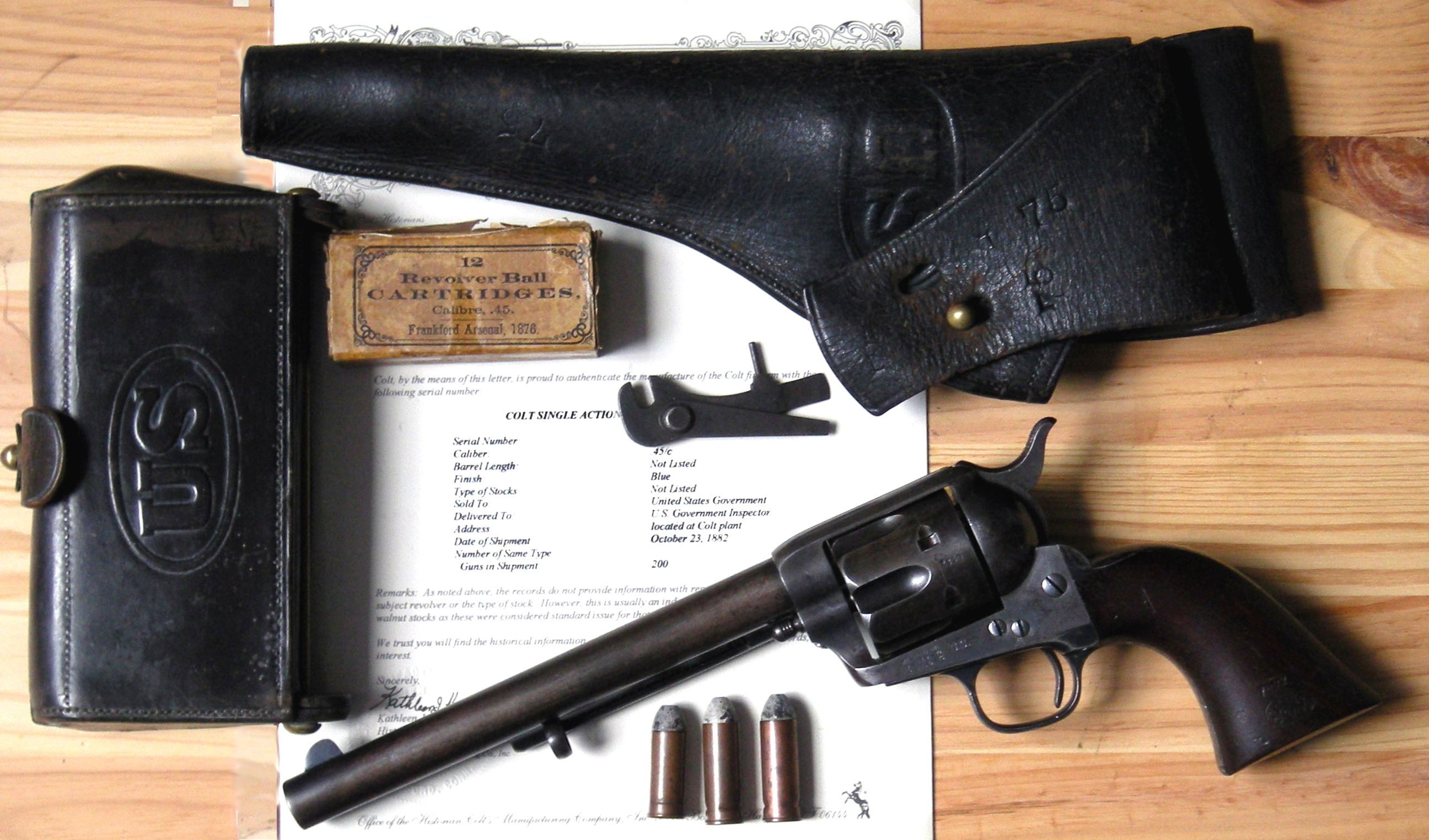
US Colt Single Action 1873 Cavalry Model, Zubehör
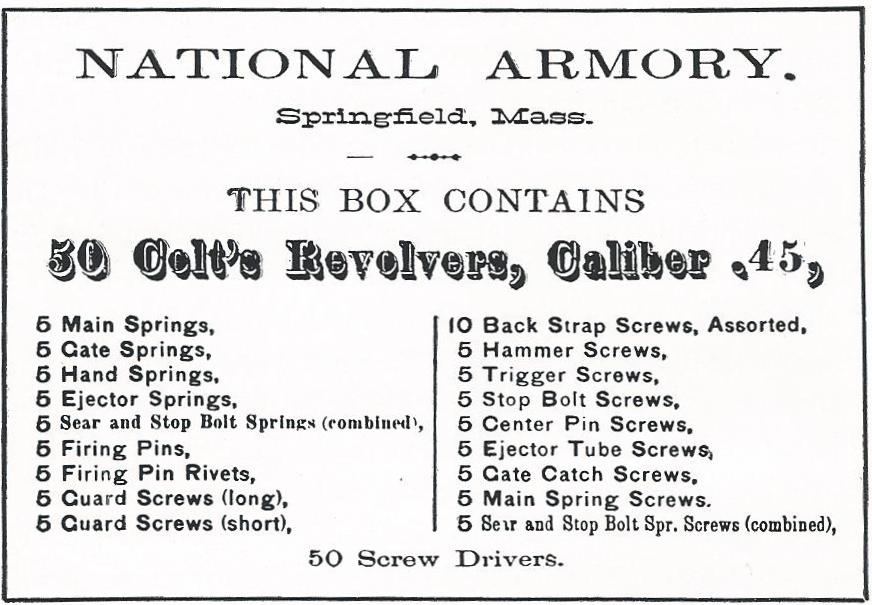
Inschrift Transportkiste für 50 Colts, Lieferung an die Truppe
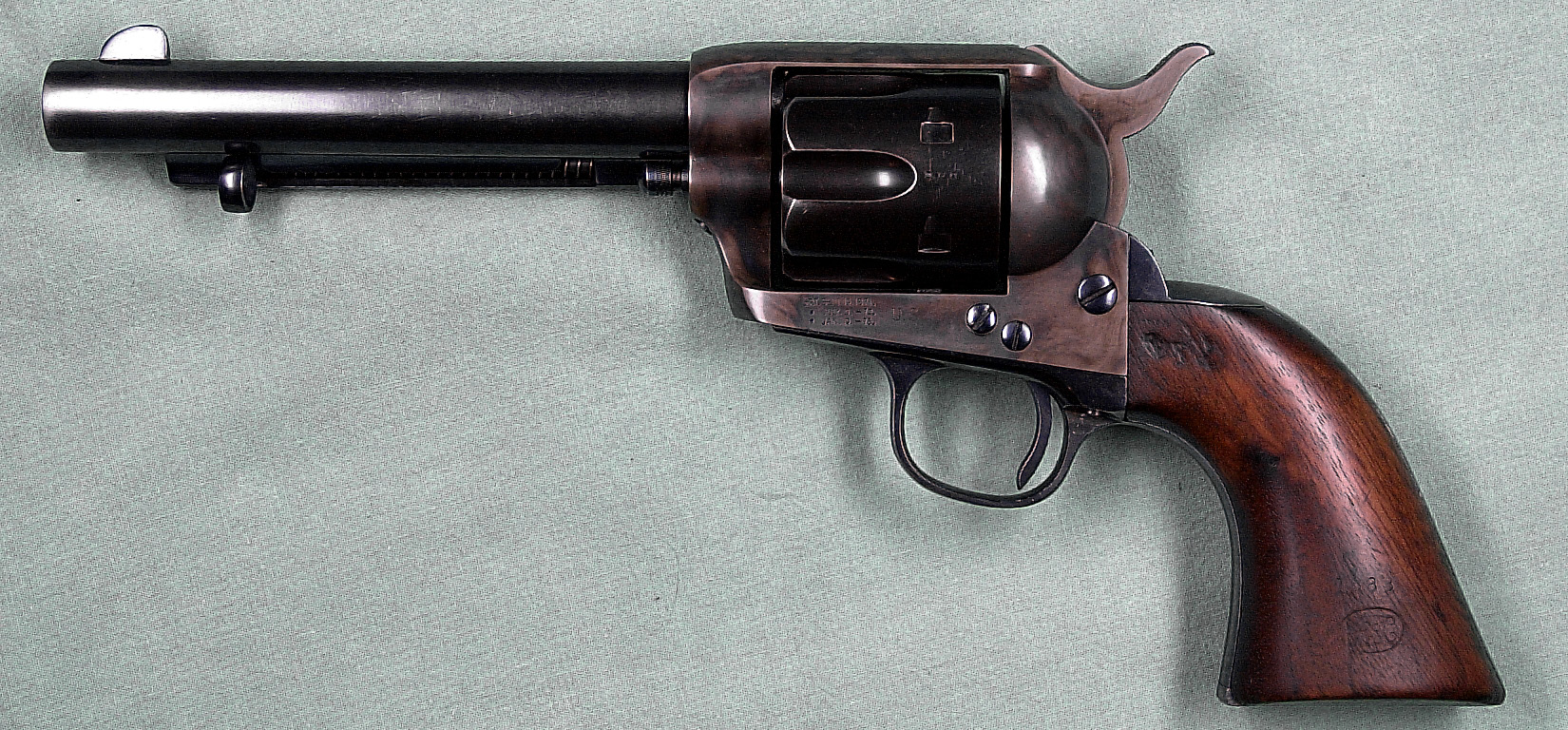
Colt Model 1873, U.S. Artillery Model
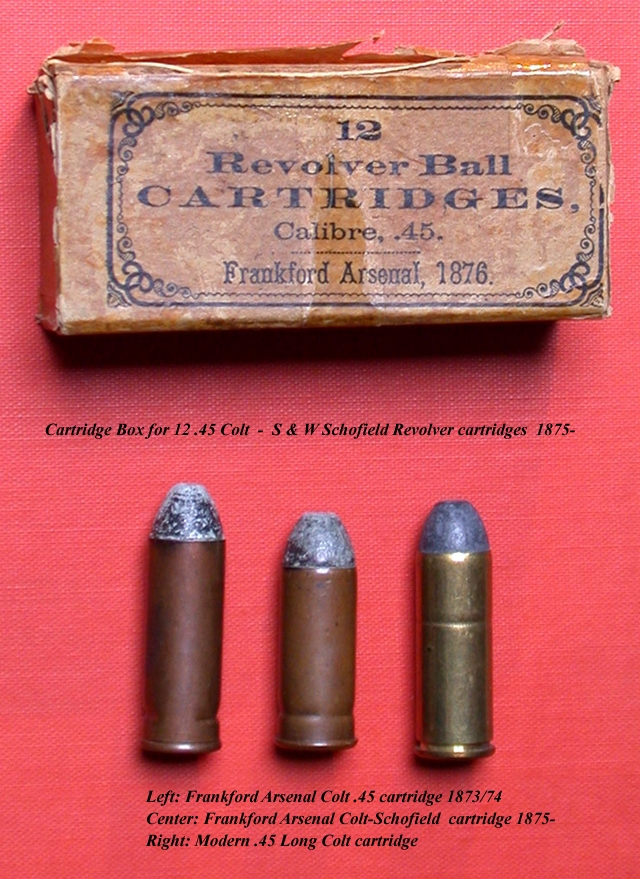
Links zwei frühe Frankford-Arsenal Patronen .45 Colt

## Der Peacemaker im zivilen Markt

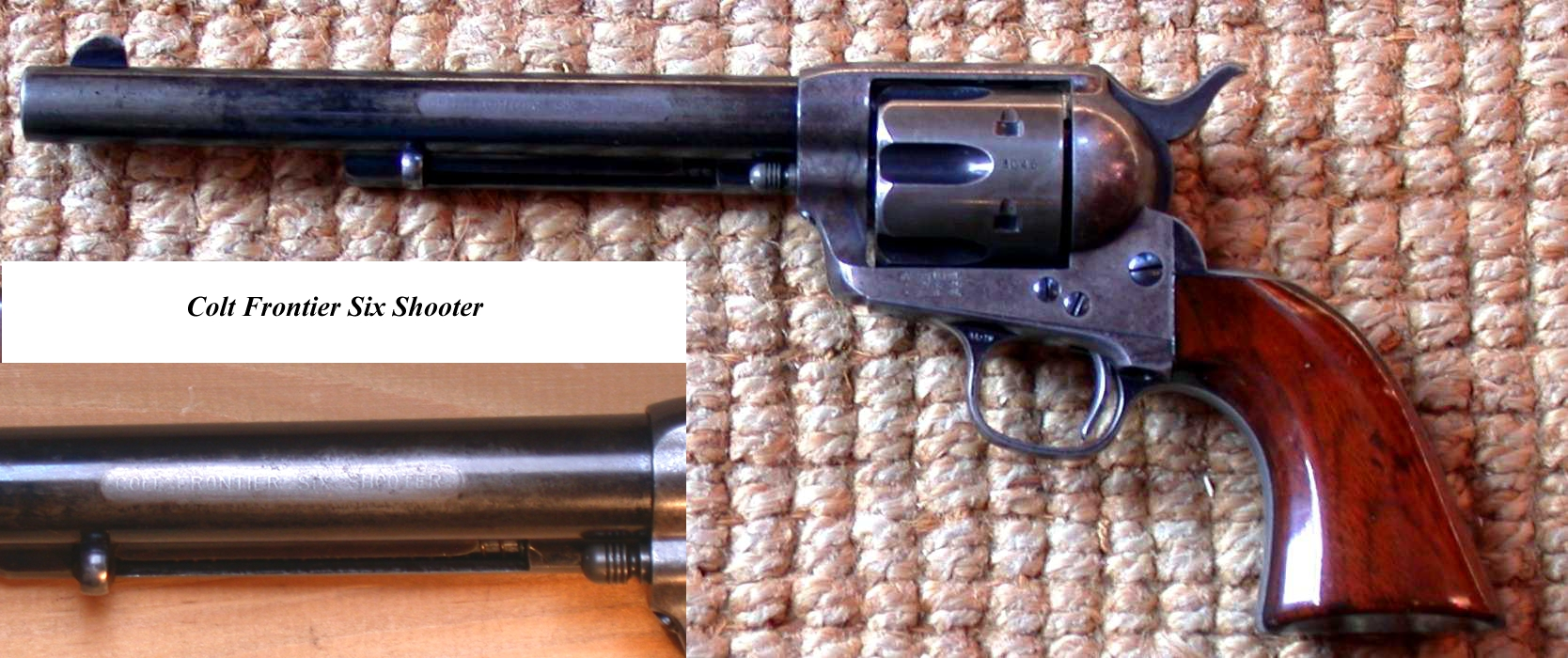
Colt Frontier Six Shooter, eingeätzter Schriftzug, bei späteren Modellen war dieser aufgerollt

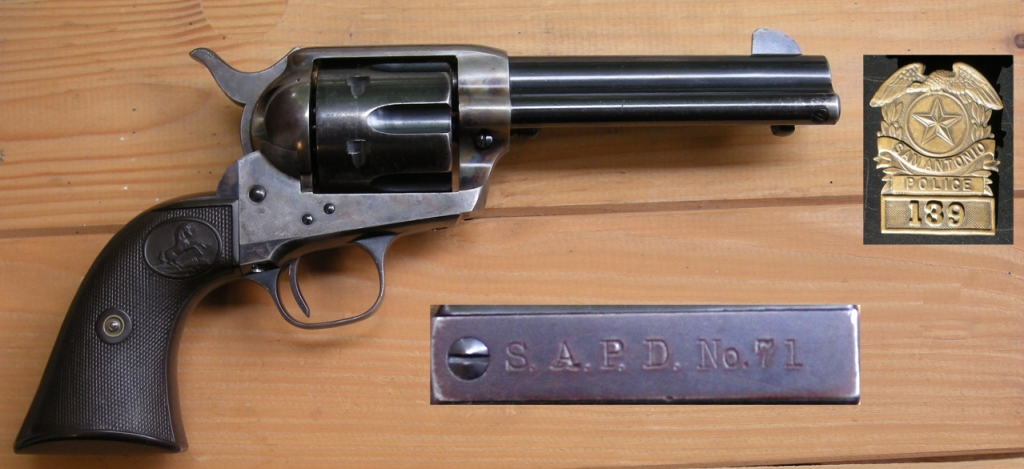
Colt .45 San Antonio Police Department

Zwischen November 1873 und März 1874 konnte Colt nur etwa 400 Single Action Army Revolver in den zivilen Markt liefern, da die Armeelieferungen an die National Springfield Armory, Massachusetts Priorität hatten. Nach diesem Datum, als die 8000 Colt SAA des ersten Vertrages ausgeliefert waren, war mehr Kapazität für die Belieferung seiner traditionellen fünf Grossisten der Colt Allies vorhanden. Im Juli 1875, bei Serien-Nummer 20.000 waren bereits etwa 5000 SAAs in den zivilen Markt gelangt, zwischen Nummer 20.000 und 30.000 erfolgten keine Armeelieferungen.
Zu den damaligen Großhändlern gehörte Kittredge & Co. in Cincinnati. Diese Firma nannte den Colt SAA auf ihren Anzeigen und Prospekten den Peacemaker. Dieser Name wurde rasch zum Begriff. Der Peacemaker wurde in zwei Nummernreihen hergestellt. Die Zentralfeuer-Variante inklusive Bisley-Modell von No. 1 bis No. 357.859 und die zwischen 1875 und 1880 hergestellten Revolver mit Randfeuerzündung von No. 1 bis ca. No. 1890. Größter Abnehmer war der US-amerikanische Markt. Der Peacemaker und seine Varianten waren bis ins zwanzigste Jahrhundert hinein die meistverkaufte Faustfeuerwaffe im Wilden Westen. Allerdings hatte nicht, wie in den Wildwestfilmen, jeder Cowboy einen Peacemaker am Gurt. Die Patronenrevolver setzten sich nur langsam durch, da die Munition teuer und nicht überall verfügbar war. Dazu kam die Konkurrenz der umgebauten Perkussionsrevolver und der anderen Anbieter, allen voran Smith & Wesson.
Erste Lieferungen gingen auch ins Ausland. Bekannt sind die mysteriösen im Dezember 1873 nach Deutschland gelieferten 40 (laut anderen Quellen 59) Peacemakers im Kaliber .44 German. Größere Lieferungen erfolgten nach England und in die Kolonien, sie sind erkennbar an der Laufaufschrift mit der Londoner Adresse, an den Abnahmestempeln und den im British Empire gebräuchlichen Kalibern .450 Boxer und Eley, sowie dem .455 und .476 Eley.
Von 1873 bis 1878 war die .45-Coltpatrone das Standardkaliber des Peacemakers. Da Winchester eine neue Zentralfeuerpatrone für das Winchestergewehr Modell 1873, die .44-40 WCF (.44 - 40 Winchester Center Fire) als Ersatz für die veraltete Henry-Patrone entwickelt hatte, bot Colt ab 1877 auch Peacemaker für dieses Kaliber an, ab Frühjahr 1878 wurde auf die Läufe dieser Waffen der Text COLT FRONTIER SIX SHOOTER eingeätzt.
Die .44-40 WCF, .38-40 WCF und .32-20 WCF-Patronen waren fortan die Einheitspatronen des Wilden Westens. Seltener wurde die .38 Long Colt, die .41 Long Colt und die .44 S&W verwendet. Einige der ursprünglich im .44 Henry-Kaliber hergestellten Peacemakers wurde auf .22-Randfeuer-Patronen, die Vorgänger der heutigen .22 lfB (.22 Long Rifle) umgeändert.
Mit der Einführung des rauchlosen Pulvers ab 1900 kamen die 7½-Zoll-Läufe aus der Mode, die häufigsten Lauflängen waren nun 5½ und 4¼ Zoll, was auch ein Vorteil bei den neuen Transportmitteln war. Während auf dem Pferd der lange Lauf die Waffe im Etui stabilisierte, schlug diese auf der Kutsche und im Ford T-Modell auf dem Sitz auf.
Trotz des Aufkommens von modernen Revolvern mit Ausschwenktrommel und Selbstladepistolen wurden zwischen 1900 und 1940 noch über 150.000 Peacemaker verkauft. Neben den Kalibern .45 Colt (.45 Long Colt), .38 LC, .44-40 WCF, .38-40 WCF, .32-20 WCF, kamen neu dazu: .38 Special, .357 Magnum, .44 Russian. Von 1924 bis 1940 wurden auch einige wenige Single Actions für die .45-ACP-Pistolenpatrone hergestellt, zudem wurden auch .45 Long Colt Modelle mit einer zweiten Trommel im .45 Pistolenkaliber ausgeliefert.

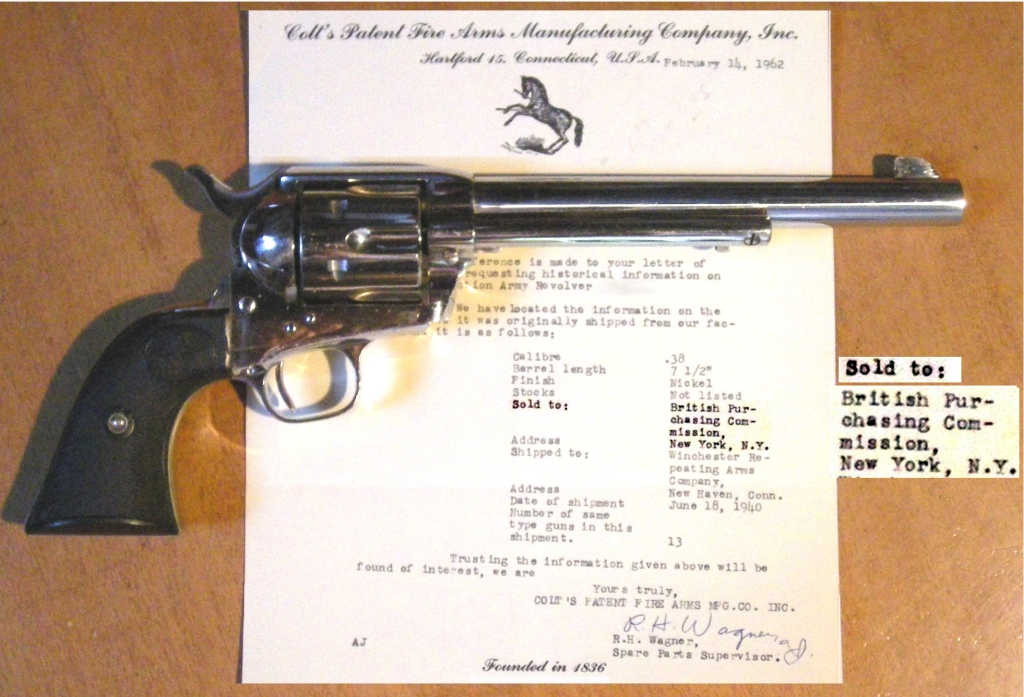
Colt Single Action „Battle of Britain“

Größere Abnehmer waren die Copper Queen Mining Company in Bisbee, Arizona (ca. 500 Revolver), die Texas Rangers (Polizei), das San Antonio Police Departement (etwas über 100 Revolver, 1927) und andere Polizeicorps, die Filmfabriken in Hollywood, das britische Kriegsministerium (161 nie eingesetzte Battle of Britain genannte Revolver, 1940) und viele Private.

## Gravuren
Etwa ein Prozent der Colt Single Actions wurden im Werk direkt oder im Auftrag von Colt graviert. Diese Single Actions sind gesuchte Sammlerstücke, besonders wenn der Träger bekannt ist. Die Graveure waren meist eingewanderte Deutsche, was aus den Namen hervorgeht. Gustave Young (Gustaf Jung), Louis Daniel Nimschke, Cuno Helfricht und Wilbur Glahn stammten aus Deutschland und Rudolph Kornbrath war ein Österreicher aus Ferlach.
Einige Waffen wurden auch ungehärtet und in unbrüniertem Zustand (in the white) an Wiederverkäufer geliefert, die sie zur Gravur an Spezialisten weitergaben. Sammler sprechen von New York Engraving, da sich die wichtigsten Agenten Colts in New York befanden. Bekannt sind Schuyler, Hartley & Graham; Spies Kissam Co.; Wexel and Degress und andere. Auch die Winchester Repeating Arms Co. ließ Coltrevolver gravieren. Bekannt sind auch englische Gravuren, die im Auftrag des Londoner Agenten Von Oppen, 14 Pall Mall, London in Auftrag gegeben worden sind.

## Long Fluted Model

Colt SAA Long Fluted Cylinder Model

Da noch Trommeln vom Colt Double Action Model 1878 auf Lager waren, wurden diese umgearbeitet und ab 1913 für Colt Single Action Revolver verwendet. Diese Revolver unterscheiden sich äußerlich durch längere Einfräsungen auf der Trommel, durch eine nicht durchgehende Büchse in der Zentralbohrung der Trommel und durch eine feinere Oberflächenpolitur. Insgesamt wurden 1379 dieser Revolver in den gängigen Kalibern zwischen Seriennummer 330.001 und 331.480 hergestellt.

## Andere Single Action Varianten

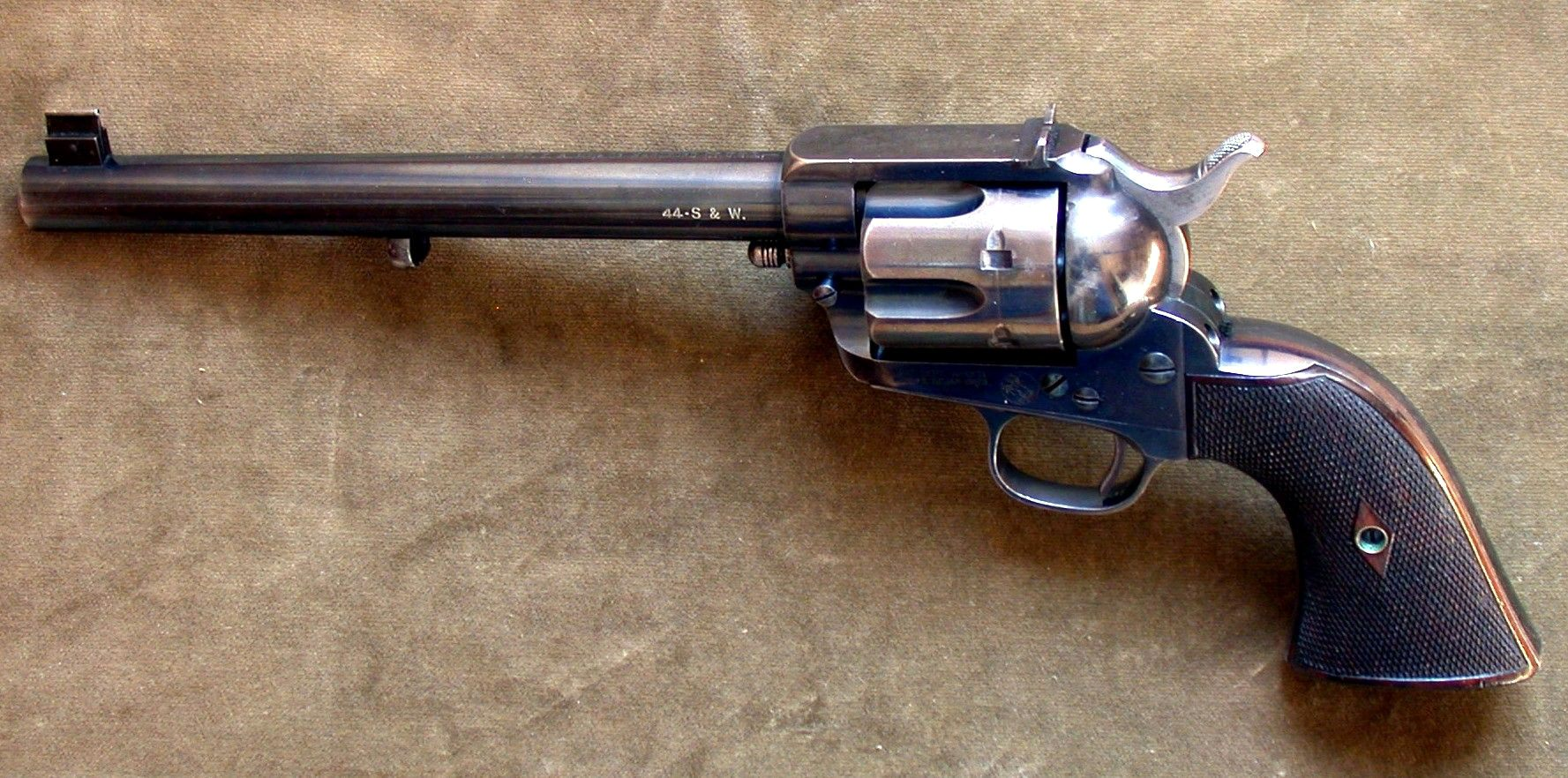
Colt SAA Flattop Target

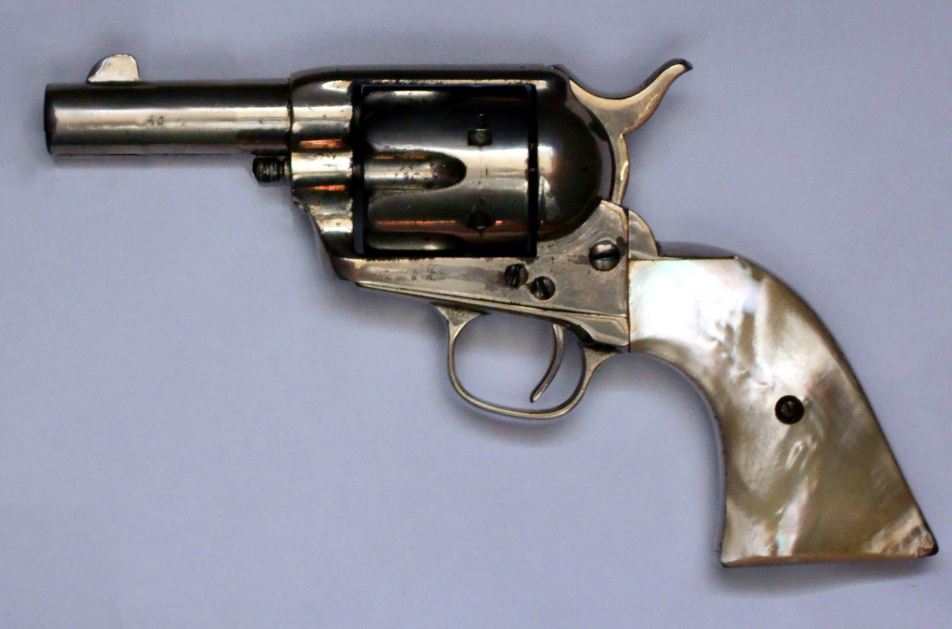
Colt Sheriff’s Model mit 3″ Lauf

- Sheriff’s Model oder auch Storekeeper wurde das kurzläufige Modell ohne Ausstoßer genannt.
- Der Buntline Special' war ein Modell mit einem überlangen Lauf und einem separaten Kolben. Dieses wurde (der Legende nach) vom Journalisten und Autor Ned Buntline in Auftrag gegeben. Einen soll er sogar persönlich an Wyatt Earp verschenkt haben.
- Zwischen 1888 und 1895 bot Colt das Flattop Target Model an, eine Variante des Single Action für Schützen. Einzelne dieser Waffen wurden auf Bestellung bis 1928 hergestellt. Das Target Model hat einen oben flachen Rahmen ohne direkt eingefräste Visierung. Das Schwalbenschwanz-Visier lässt sich zur Seitenkorrektur verschieben. Das Korn ist in einen aufgelöteten Block einschiebbar. Zur Höhenkorrektur kann es ausgetauscht werden. Von dieser Waffe wurden gesamthaft nur etwa 925 Exemplare in verschiedenen Kalibern hergestellt, sein Nachfolger war der ab 1894 hergestellte Bisley Flattop Target Revolver.
- Ausgeliefert wurden die Revolver brüniert, Rahmen buntgehärtet; seltener vernickelt. Weiterhin gab es Modelle in Luxusvarianten wie beispielsweise mit Perlmutt- und Elfenbeingriffen, graviert, mit vergoldeten Einlegearbeiten, Horngriffen.

## Colt Bisley

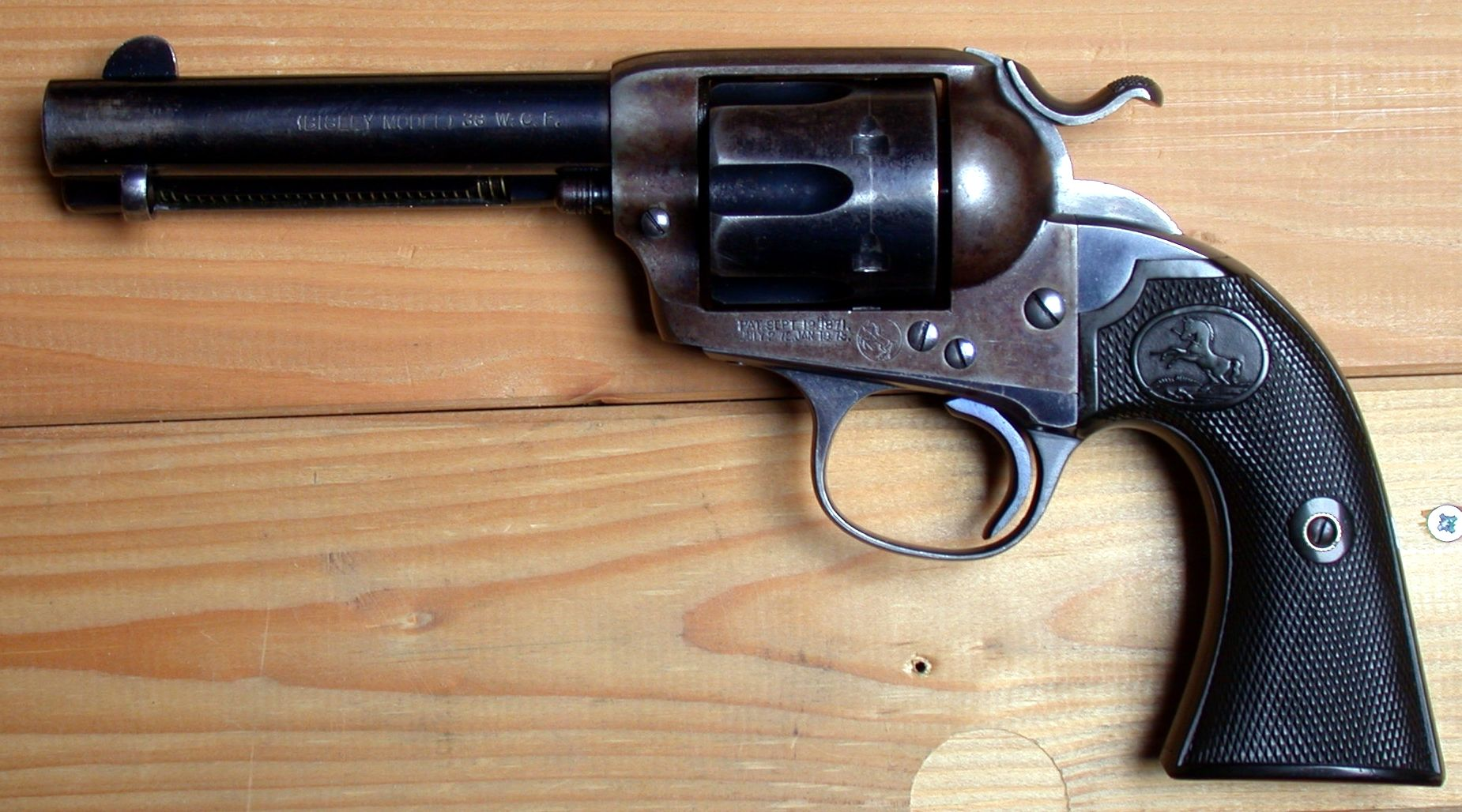
Colt Bisley

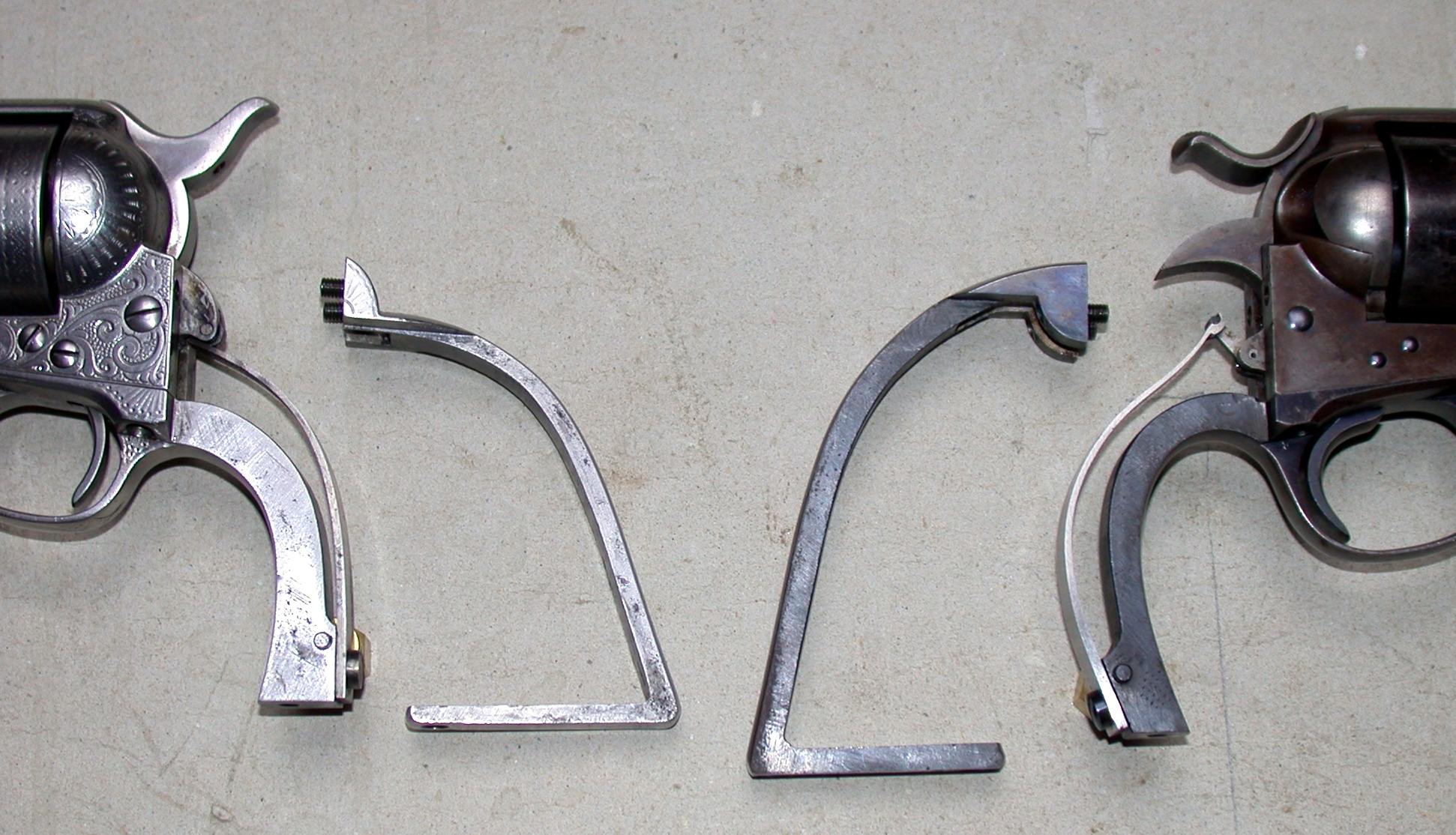
Vergleich SAA links, Bisley rechts

Der Bisley ist am längeren, steileren und höher angesetzten Griff sowie dem breiteren Hahnsporn und dem breiteren Abzug zu erkennen. Benannt wurde er nach der englischen Ortschaft Bisley, wo sich eine der berühmtesten Schießanlagen Englands befindet.
Der erste dieser Revolver wurde 1894 als Ersatz für den Colt Single Action Flattop Model unter der Bezeichnung Bisley Target Model angeboten. Bei beiden Modellen handelte es sich um Schützenwaffen; wie sein Vorgänger hat er einen oben flachen Rahmen, ein verschiebbares Visier und ein austauschbares Korn.
Die Produktion des Colt Bisley mit dem Standardrahmen des Single Action begann 1895 bei etwa 160.000 der Nummernreihe. Er hat den Griff, Hahn und Abzug des Target-Models. Visier und Korn sind jedoch gleich wie beim Single Action Army. Infolge des höher angesetzten Griffes weicht die hintere Partie des Rahmens vom Standardrahmen des Single Actions ab. Die Schlagfeder des Bisley ist länger als die des Standardmodells und überträgt ihre Kraft auf den Hahn mit einem Zwischenglied. Die Seriennummern des Bisley sind auf den Rahmen, vorne auf dem Abzugsbügel und unten auf den Griffrahmen eingeschlagen. Bei späteren Modellen sind sie sehr klein und kaum lesbar. Alle Bisleys nach Seriennummer 161.000 tragen links auf dem Lauf die Einschrift: (BISLEY MODEL) zusätzlich zur Kaliberangabe. Die häufigsten Kaliber waren .32-20 / .38-40 / .44-40 / .45 Long Colt und .41 LC.
Die meisten Bisleys mit fester Visierung wurden an US-Adressen geliefert und wurden nicht als Schützenwaffe verwendet, sondern zur Selbstverteidigung. Der längere, höher angesetzte Griff und der tieferliegende Hahnsporn erlaubten eine schnellere Schussfolge. Vom Bisley Target wurden 976 Stück hergestellt; das Standardmodell brachte es auf etwa 44.350 Stück, beide in der normalen Nummernreihe des Single Action Army von 156.000 bis 331.916 (Cochran). Die Produktion wurde 1912 eingestellt, die Nummer 331.916 wurde erst nach dem Ersten Weltkrieg ausgeliefert.

## Die frühen Double-Action-Modelle
Nach dem Erfolg des Colt Single Action brachte Colt den Colt Double Action Revolver Model 1877 und 1878 auf den Markt.
Der erste war das Model of 1877 in den Kalibern .38 („Lightning“) und .41 Long und Short Colt („Thunderer“) sowie .32 („Rainmaker“) in diversen Lauflängen.
Ein Jahr später kam der Model 1878 Double Action Revolver auf den Markt. Es verschoss die gleichen Patronen wie der Single Action Army. 1902 kaufte die US-Regierung etwas über 4.600 dieser Waffen für die auf den Philippinen stationierten Truppen und Milizen. Sie sind erkennbar am auffällig großen Abzugsbügel.
Beide Modelle wurden ab 1900 von moderneren Revolvern mit Ausschwenktrommel abgelöst.

## Produktion des Colt Single Action Army nach 1945
Pre-War, Post-War Single Action. Mit dem Eintritt der USA in den Zweiten Weltkrieg wurde die Produktion des Colt Single Action beim Erreichen der Seriennummer 357.869 eingestellt. Etwa 300 dieser Waffen waren noch am Lager oder nicht montiert. Sie wurden ab 1947 an ausgesuchte Persönlichkeiten und Kunden verkauft oder als Präsent übergeben. Die letzten 27 Exemplare mit teilweise neu hergestellten Komponenten verließen die Fabrik am 3. Oktober 1972.
2nd Generation Colt Single Action. Nachdem in den 1950er-Jahren die Great Western Company in Los Angeles mit Erfolg Kopien des Colt Single Action auf den Markt gebracht hatte, entschied sich Colt im Jahr 1955, die Produktion ihres originalen Produkts wieder aufzunehmen. Die erste 1956 hergestellte Waffe trug die Nummer 0001SA und die letzte wurde 1974 mit der Seriennummer 73.319 produziert, danach erlaubte der Zustand der alten Werkzeugmaschinen nicht mehr, den Qualitätsstandard von Colt zu halten. Die serienmäßig hergestellten Waffen waren wie vor dem Krieg buntgehärtet und brüniert oder vernickelt. Sie hatten 7½-, 5½- und 4¼-Zoll-Läufe in den Kalibern .45 Colt, .44 Special, .38 Special und .357 Magnum. In der gleichen Nummernreihe wurden 3.994 Buntline Revolver mit 12-Zoll-Lauf im Kaliber .45 hergestellt, dazu kamen kurzläufige Sheriff Model Revolver ohne Hülsenausstoßer und diverse Commemorative Modelle in separaten Nummernreihen.
New Frontier Flat-Top Model. Zwischen 1961 und 1974 wurden in einer speziellen Seriennummernreihe (3.000NF bis 7.288NF) etwas über 4.000 Scheibenrevolver hergestellt. Sie hatten einen oben flachen Rahmen, ein in der Höhe und Seite verstellbares Visier und ein auf einer Rampe angebrachtes Korn.
3rd Generation Colt Single Action. Nach dem Austausch der Werkzeugmaschinen und einigen technischen Änderungen wurde die Produktion mit der Seriennummer 80.000SA wieder aufgenommen. Bei diesen ab 1976 hergestellten Single Actions und New Frontiers der dritten Generation wurde die Zentralbohrung der Trommel dem Durchmesser der Trommelachse angepasst. Die frühere drehbare Büchse (Base Pin Bushing) wurde durch eine ins geräumte vordere Ende der Trommel fest eingepresste kurze Büchse ersetzt. Auch hier wurden Buntline-, Sheriff- und diverse Commemorative Revolver hergestellt. Bei Erreichen der Seriennummer 99999SA änderte die Firma die Nummerierung und setzte das SA an den Beginn (Beispiel SA00001). Als im Jahr 1999 auch hier die Seriennummer SA99999 erreicht war, änderte Colt die Nummerierung erneut. Ab hier beginnt die Seriennummer mit S00001A.
Frontier Scout. Ab 1960 stellte Colt auch eine kleinere Variante des Single Actions her, den Frontier Scout im Kaliber .22.